# ジャン・アレジ
ジャン・アレジ（Jean Alesi, 1964年6月11日 - ）は、フランス出身の元レーシングドライバー、実業家、資産家。
1987年のフランスF3選手権、1989年の国際F3000選手権でチャンピオンを獲得。F1ではフェラーリなどで活躍し、アグレッシブな走りで人気を博した。F1引退後はドイツツーリングカー選手権（DTM）など様々なカテゴリに参戦した。
妻は日本の女優でモデルの後藤久美子。後藤との間に生まれた3人の子供もおり、長女はモデルのエレナ・アレジ・後藤、長男はレーシングドライバーのジュリアーノ・アレジ。

## 経歴

### 生い立ち
フランスのアヴィニョン生まれ。両親はシチリア出身のイタリア人であり、イタリア語名ではジョヴァンニ・アレージ (Giovanni Alesi) となる。実家は自動車修理工場で、父はフランス国内のラリーに出場するモータースポーツ愛好家だったことから、自然な成り行きでアレジは小さい頃から工場の敷地内でシトロエン・2CVや中古のルノー・5を動かして運転を覚えた。ルノー・5では草レースにも出場したが、ときには激しくやり過ぎて横転したこともあったという。父はそのルノーの購入資金を出してくれた上に、必要になればすべて修理してくれるなど協力してくれた。F3000時代でもピット内でそばに付き、「今も父はあれこれぼくに指示を出すんだよ（笑）」と語るなど、アレジの活動を大いにプッシュした。

### 四輪レースデビュー
1980年、16歳でカートレースに参戦。同じチームには同い年でフランスカートチャンピオンを4度獲得したキャリアを持つエリック・ベルナールも所属しており、このカート時代からF1に至るまで15年同じカテゴリーに参戦することになった。ベルナールによると、「カートの最初からジャンには速さがあったよ。」と述べている。同年中に四輪レースにステップアップ。1982年までコート・ダジュールとプロヴァンス地方で行われる「ブルークラス」レースシリーズに出場。1983年からルノー・5選手権で全国レベルのカテゴリーへと進出し、ここでランキング7位と新人賞を獲得した。
1984年、19歳でフォーミュラ・ルノーにデビュー。1年目にランキング10位、2年目の1985年はベルナールがシリーズを制覇しエルフからの支援を獲得した一方で、アレジはランキング5位となるが、レース界で評判になるほどの結果は残せていなかった。
1986年にフランスF3選手権にステップアップする。まだスポンサーもなく、迎え入れてくれるチームも無かったので、ダラーラ・F386を購入しての個人参戦だったが、ここで優勝2回、2位3回と活躍を見せ、ヤニック・ダルマスに次ぐランキング2位をつかむ。同年オフにはイギリスでオーディションを受けてマールボロ・ドライバーとして個人サポートを受けられることも決まり、アレジ自身が「1986年は転機だった。それまでで最高のシーズンで、大きな自信になった。」という重要なステップであった。フランスのトップチームであるオレカのユーグ・ド・ショーナックの目に留まり、翌1987年にオレカに移籍加入。ベルナールとのタイトル争いとなり最終戦を終え同ポイントで並んだが、優勝回数で上回ったアレジがチャンピオンを獲得する。フランス国内ではベルナール、エリック・コマス、ダルマスと共に若手有望株として「フランスのABCD（Alesi,Bernard,Comas,Dalmas）」と呼ばれた。この年のフランスF3には片山右京も参戦していた。
ド・ショーナックはアレジにF3000でもやれる力があると考え、オレカを上位カテゴリーである国際F3000にも参戦させることを決め、そのドライバーとしてアレジとの契約を更新する。マールボロもオレカとアレジへの支援を強化することを認めた。

### 国際3000王者
1988年、マールボロ・オレカチームより国際F3000選手権にステップアップ。チームメイトのピエール＝アンリ・ラファネルとコンビを組んだ。しかし、同年オレカが採用したマーチ・シャーシは劣勢で、レイナード・88Dを使うチームに敵わなかった。シーズン途中でオレカもレイナードへとシャーシをスイッチしたが、アレジの最終ランキングは10位であった。同年の状況を「レイナードはF3000へ本格参戦を始めたばかりで、マーチにこんな差をつけるとはチームの誰も考えてなかった。マーチ・88Bはひどいマシンだった。乗るのを拒否したくらいだ。前型の87Bの方が全然よかった。でもレイナードの良さは比にならない、さらにその上だった。」と述べている。加えて、オレカはF3では数々の実績を持っていたが、F3000ではラルト、オニクスなどのチームが持っているF3000マシンのセッティングノウハウに乏しかったため、低迷が続きチーム内の雰囲気は悪化。アレジは「88年のシーズン終盤は悲劇だった。オレカではレイナードにスイッチしても、結局まともに走らせるセッティングが出来なかった。モレノ、ドネリー、ベルナール、グルイヤールたちはみんな勝てるマシンを持ってるのに、僕もラファネルも何もない。全然うまく行かなくてチームとは色々言い争った。キャリアが終わってしまうという危機感でいっぱいだった。」と述べる状態であった。
1989年にエディ・ジョーダン・レーシング（EJR、後のジョーダン）へ移籍。国際F3000選手権への供給初年度だった無限ホンダエンジンを搭載するキャメルイエローのレイナード・89Dで参戦した。チームメイトはマーティン・ドネリーで、チームのエースはドネリーの方だった。初めてフランス以外のチームへの所属となるジョーダンへの加入経緯はアレジ曰く「前年ダメだった影響で僕はマールボロ・ドライバーから外され、関係性がこじれてしまったオレカからも切られてしまった。何もなくなったところでアメリカのCARTか日本のF3000へ出場できる道を探していた時に、エディに拾ってもらった。そのおかげでイギリスに渡って、オックスフォードに住むことになったんだ。」と語る。エディ・ジョーダンは「ドネリーのチームメイトを探していて、去年オレカの状態が酷かったのは知っていたし、アレジはフランスF3でチャンピオンなんだから、こんなに遅いはずはないだろうと思っていつも見ていた。1987年のモナコF3で2位になった彼の素晴らしい速さも見ていたし、誰も彼を取らないなら、と思ってウチで走ることとマネージメント契約も申し出て住居面などの面倒も見ることにした。」と起用理由を証言する。
EJRで最新のレイナードと、チームからの家族的なサポートを得たアレジは復調し、第3戦ポー・グランプリでF3000初優勝を挙げるとDAMSのエリック・コマスとのタイトル争いをリードする。7月からはF1ティレルからグランプリデビューをする機会が巡ってきたが、「去年の僕をみて、大したことないじゃないかと思っている人たちを見返すためにも、今年国際F3000のタイトルをどうしても取りたい。世界で一番欲しいものなんだ。」とチャンピオン獲得への強い意欲を語り、F1と日程が重なった場合F1に行かずに国際F3000への参戦を優先し最終戦を残して念願のチャンピオン獲得を決めた。また全日本F3000選手権の開幕戦にキグナス・R&Dよりスポット参戦した。同年を終えて、「もちろん僕も頑張ったけど、EJRではチームのみんなが励ましてくれて、僕の自信を回復させるところから始めてくれた。チームのエンジニアたちはレイナードをいつも絶好調の状態にしてくれるので限界で、マシンを思うように振り回すことが出来た。自信も回復したよ。前年オレカでは酷いことになったのに、今年起用してくれたエディにとても感謝してる。」と喜びを述べた。

### フォーミュラ1

#### ティレル時代

##### 1989年
7月、1989年フランスGPでティレルよりF1デビューした。このレースの前にティレルは前年で一旦契約終了となっていたキャメルから再度スポンサードを受けられることになった。そのため、マールボロドライバーだったミケーレ・アルボレートがチームを去ることになったが、その話を知ったエディ・ジョーダンの弁護士であるフレッド・ロジャースが個人的に知っていたケン・ティレルに電話をして「その空席にお勧めの新人がいるんだけど交渉は可能か？」と売り込みをかけた。アレジは「おそらくケンは僕のことを知らなかったと思う。フレッドの電話がきっかけで急にF1に乗れることになったんだ。」と証言する。キャメルをメインスポンサーとしていたEJRでタイトル争いを繰り広げていたことも有利に働きアレジはティレルに本採用され、契約書にサインをした。このF1デビューレースの決勝では一時2位まで浮上し、最終結果も4位入賞を果たし注目を浴びた。アレジにとってはこの週末がF1マシンに乗る初の機会だったが、「予選でティレル・018に乗り込むまで全くF1のコクピットに座ったことも無かったので、話が決まった後も正直言ってすごく心配だった。F3000マシンよりもはるかに複雑な技術的ファクターをすべて頭に入れておくのがとても難しかった。ところがレースがスタートしてしばらくすると、ピットサインの順位の数字が11,9,8と前の車のタイヤ交換でどんどん上がって、2位だというサインを見たときは誰か他のドライバーのボードだったんじゃないかと信じられなかった。前にはアラン・プロストしかいないなんて大変なことになってるぞと思ったけど、とにかくコンスタントに走ることだけを心掛けて全く無理しなかった。F1のマシンはとにかくグリップが素晴らしいとしか言いようがないし、ブレーキの高い性能にも驚きながら走っていた。」と初グランプリを語っている。
以後もティレルから継続して参戦したが、タイトル獲得が目前であった国際F3000への参戦を優先したため、スケジュールが重なった2レース（ベルギーGP・ポルトガルGP）を欠場。フランスGP以降、イタリアGP（5位）とスペインGP（4位）で入賞。F1ルーキーながらチームメイトのジョナサン・パーマーを上回る結果を残した。

##### 1990年
ティレルから継続参戦し、新チームメイトに中嶋悟を迎えてF1フル参戦を果たした。開幕戦アメリカGPでは予選4位からスタートで先頭に立ち、34周目までトップを快走。35周目には、後方から迫るマクラーレンのアイルトン・セナに一旦抜かれるも、次のコーナーで鋭く抜き返すというバトルを演じる。このシーンは「歴史に残る名バトル」として各国で後々まで語られることとなる。セナには再び抜かれてしまったが、後続から追い付かれることなく単独2位をキープし続けてF1初表彰台を獲得した。第4戦モナコGPでも、予選3位からマクラーレンのゲルハルト・ベルガーを抑えて再び2位を獲得。非力なフォードDFRユーザーながら、斬新なハイノーズを採用した019と、ピレリの予選用タイヤ効果もあり、予選ではしばしば4強チーム（マクラーレン・フェラーリ・ウィリアムズ・ベネトン）を喰う速さで存在をアピールした。その一方、レースではスピンや接触など粗さが顔を出すこともあった。イタリアGPでは赤旗再スタートを含む2回のオープニングラップで2台のフェラーリを抜き、マクラーレンのセナやベルガーの背後に近づいたが、単独スピンでリタイアした。スペインGPも予選4位を獲得しながら、スタート直後にベルガーと接触してしまい早々にリタイアとなった。
パワー面で非力なティレルでの度々の好走により同年5月ごろから早速「将来のチャンピオン候補」として有力チームへの移籍話が浮上。ティレルとの2年契約（1991年はオプション）があったが、開幕前の2月にウィリアムズと「1991年からの3年間」の契約書にサインをしていた。加えて夏にはフェラーリもアレジとコンタクトを取り、3チーム間の契約争奪戦となる。アレジはウィリアムズがセナと交渉を優先し、自分への回答を遅らせたことに不信感を抱いた。一方、ベネトンのアレッサンドロ・ナニーニとの契約交渉がこじれたフェラーリからは正式なオファーが届き、イタリア人のルーツを持ち、フェラーリの伝説的ドライバー、ジル・ヴィルヌーヴを敬愛するアレジはフェラーリへの移籍を決断、9月18日に正式発表された。フェラーリがティレルとウィリアムズに違約金を支払う形で事が収まり、ウィリアムズには代金の一部として1990年のマシン641/2が贈られた。ウィリアムズ本拠地の博物館には歴代のウィリアムズF1マシンに混じってこの真紅の跳ね馬が展示されていた。
第15戦日本GPでは予選初日にその時点で6番手のタイムを出した直後、第1コーナー進入時にフロントサスペンションが壊れ高速でバリアに突っ込むクラッシュが発生。アレジが「今までで一番大きなクラッシュだった」とコメントし、首の痛みが深刻だったため決勝を欠場した。

#### フェラーリ時代

##### 1991年
1991年、念願であるフェラーリ入りを果たし、アラン・プロストのチームメイトとなった。プロストとはフランス人の子弟コンビとして良好な関係を持った。しかし、フェラーリは前年の好調から一転して大不振に陥り、チェーザレ・フィオリオ監督やプロストが解雇される混迷の一年となった。アレジは3位3回を獲得し、ベルギーGPでは終盤トップに立ちF1初優勝に近づいたが、エンジンブローでリタイアした。アレジも夏からは「予選からの3日間でマシンが改善されていた事など一度も無い」とチームに対する不満を口にするようになると、イタリアのマスコミから「アレジはセッティング能力も無いのに文句を言い始めた」と批判された。

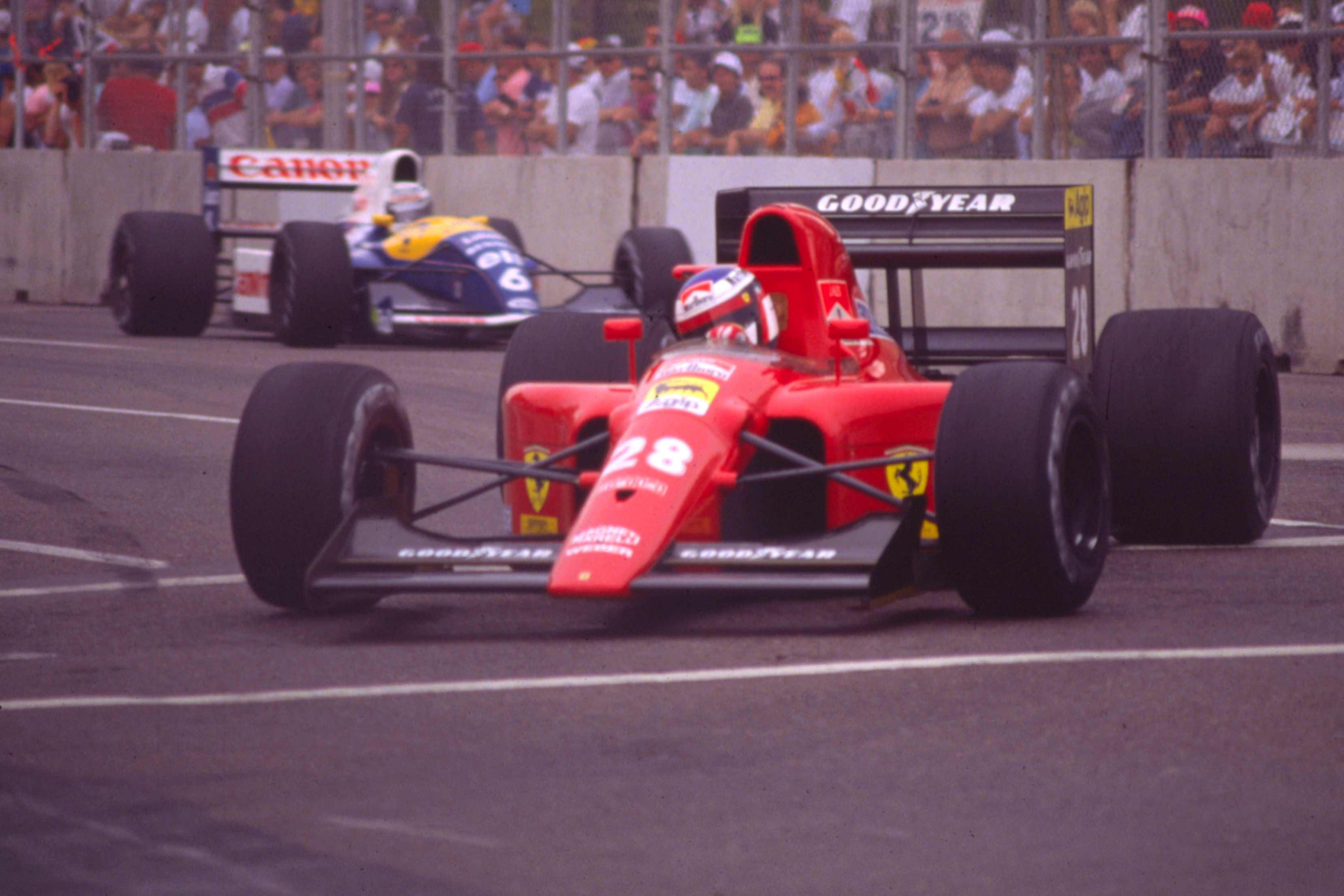
1991年アメリカGP

一方、アレジが移籍を断ったウィリアムズは躍進し、引退を撤回してチームに復帰したナイジェル・マンセルがセナとチャンピオンを争い、翌1992年にはハイテクマシンFW14Bでタイトルを獲得する。アレジがウィリアムズを選んでいれば異なるキャリアを歩むはずだったが、本人はフェラーリドライバーという「魔法のような体験」に満足しており、移籍を後悔していないと2021年の取材で語っている。

##### 1992年
1992年のチームメイトはイヴァン・カペリになった。本人の希望でカーナンバーを「27」に変更し、名実ともに跳ね馬のエースドライバーとなった。F92Aはシーズン前こそ美しいフォルムと革新的な二重底（ダブルデッキ）で注目されるものの、シーズンが始まるとエンジンパワーに乏しい上タイヤに厳しく、ナーバスな操縦性の失敗作と判明。完走もできないレースが続いたが、スペインGPとカナダGPで3位を2回記録した。
イタリアのメディアやフェラーリファン（ティフォシ）は次代のエースであるアレジに注目。駄馬をねじ伏せるような攻撃的な走りは同じような境遇にあったヴィルヌーヴを彷彿とさせ、ティフォシは熱狂した。

##### 1993年
1993年、チームメイトはマクラーレンから復帰したゲルハルト・ベルガーになった。ニューマシンF93Aはアクティブサスペンションやハイテク機器の熟成が進まず成績は低迷したが、それでもふたりでフェラーリの再建に尽くした。第6戦モナコGPでは3位表彰台、第13戦イタリアGPでは首位を走っていたプロストのエンジンブローにより2位表彰台を獲得した。ティフォシを大いに喜ばせたほか、次の第14戦ポルトガルGPでは予選5位から絶妙のスタートを決めトップに立ち、19周にわたってトップを快走するなど魅せる走りを披露した。

##### 1994年
1994年、ジョン・バーナード作の412T1を得て復活をかけたシーズンで、第1戦ブラジルGPで3位表彰台を獲得するが、その後のテストで首を怪我をしてしまい、第2戦パシフィックGPと第3戦サンマリノGPを欠場した。復帰戦の第4戦モナコGPで5位入賞。
シーズン中盤からグスタフ・ブルナーがモデファイした412T1Bが投入されると調子も上向いたが、マシンの信頼性に足を引っ張られた。第9戦ドイツGPで予選2位を獲得するが、スタート直後に電気系トラブルでリタイア（優勝はポール・トゥ・ウィンのベルガー）。第12戦イタリアGP、フェラーリの地元レースで自身初のポールポジションを獲得し、決勝レースもリードしたが、タイヤ交換のためピットインした際、駆動系トラブルで加速せず、アレジはグローブを投げ捨ててマシンを降りた。

##### 1995年
1995年、第6戦カナダGPでベネトンのミハエル・シューマッハのマシントラブルでトップに立ち、F1参戦6年・92戦目（出走は91戦目）で初優勝を果たした。憧れのジル・ヴィルヌーヴの名前を冠するサーキットで、ジルと同じカーナンバー27のフェラーリでの勝利であった。また、決勝が行なわれた6月11日はアレジ自身の誕生日でもあった。当時としてはティエリー・ブーツェンの96戦に次ぐ2番目に遅い初優勝。F1におけるV12エンジン最後の優勝でもある。「国際F3000（後のGP2にあたる）チャンピオンはF1では優勝できない」という当時のF1界のジンクスを打ち破る勝利でもあった。

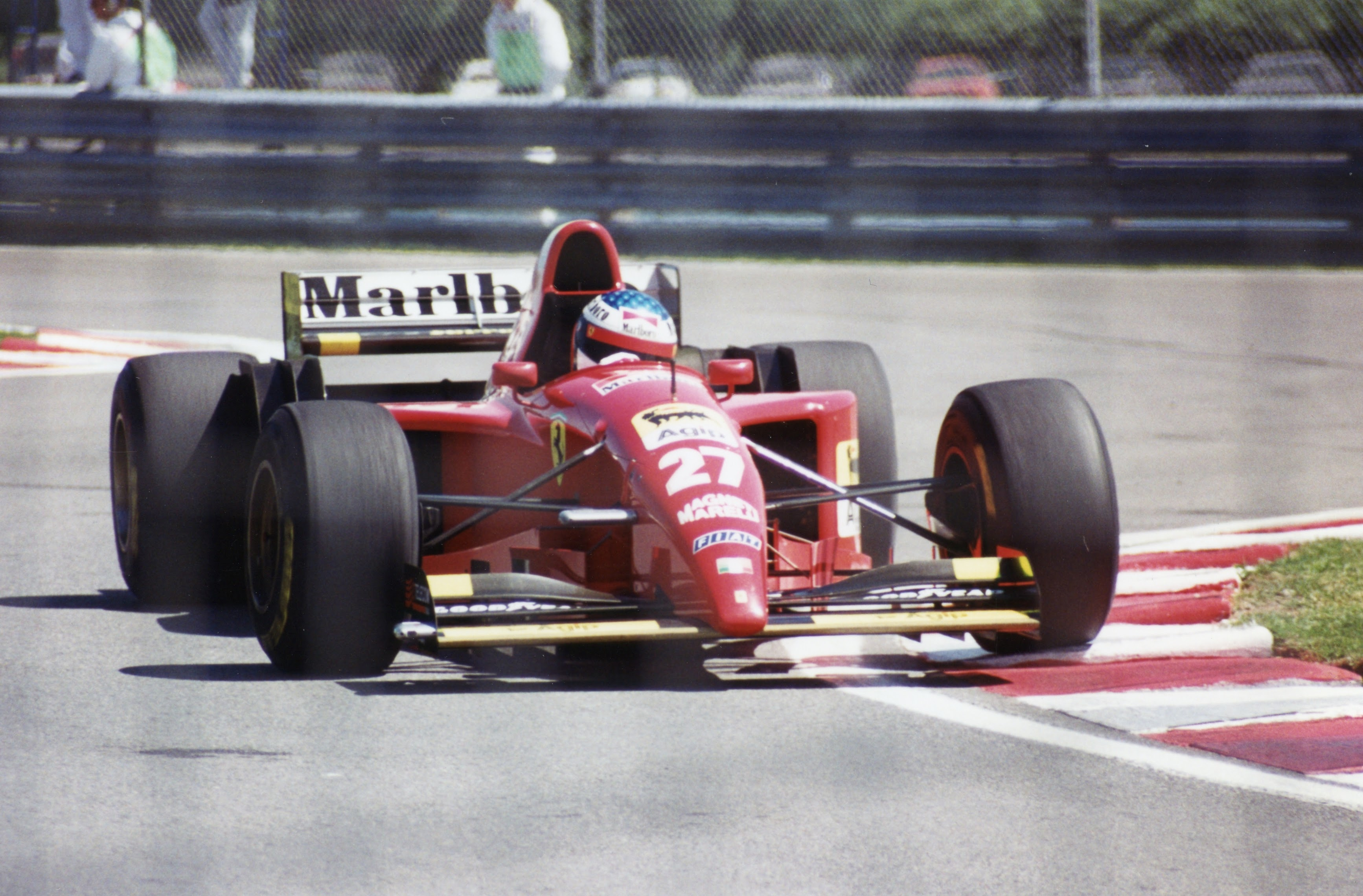
1995年 カナダGP/フェラーリ

しかし、初優勝後からチーム監督のジャン・トッドとの関係が拗れ、第13戦ポルトガルGPでは「ベルガーを前に出せ」というチームオーダーを無視したアレジに罰金が科せられている。アレジ自身も「チームはいつもベルガーばかり優先する」と怒りをあらわにするなど、関係がこじれた状態でフェラーリを去ることになった。
第11戦ベルギーGP前にフェラーリは1996年にベネトンのミハエル・シューマッハとの契約を発表した。同時にベネトンもアレジとの契約を発表し、さらにイタリアGP前にベルガーもベネトンとの契約を発表と実質的な2対1のトレードとなり、メディアを驚かせた。

#### ベネトン時代

##### 1996年
昨年のチャンピオンチームであるベネトンに加入したものの、シューマッハスペシャルのマシンの特性に加えてトラブルに苦しむベルガーに対し、アレジはコンスタントにポイントを稼ぎ11回入賞で表彰台は8回、47ポイントでシリーズ4位と、キャリアベストの成績を残した。しかしマシン開発能力の低さを露呈した事や、チャンピオン争いに全く絡めないどころか、優勝すらできなかったため評価は急落した。チームのマネージング・ディレクターであるフラビオ・ブリアトーレからの評価も下がり「（成績が原因で）1997年は1996年ほどの給料は出さない」と通告され、2年目は契約金が下げられてしまった。

##### 1997年

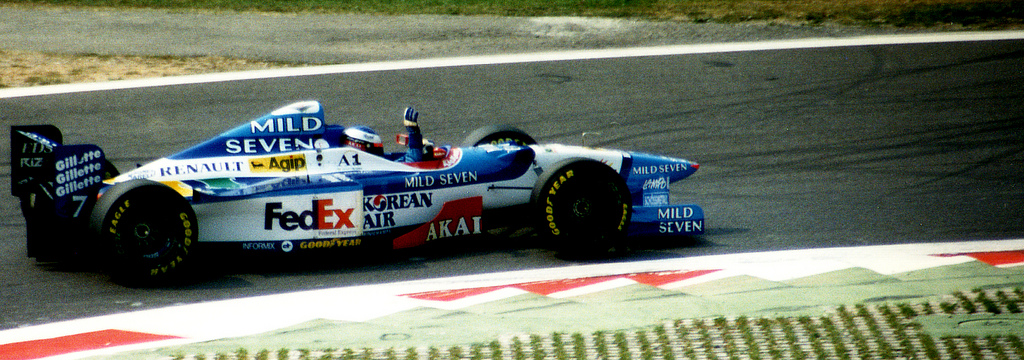
ベネトン時代（1997年イタリアグランプリ）

ロス・ブラウンやロリー・バーンなど、チームは主要スタッフの流出が止まらず、ブリアトーレもベネトンがチャンピオン争いに絡めなくなったことで経営の熱意を失いはじめるなど、チームはシューマッハー在籍時のような常にトップを狙う熱を失い、セカンドグループに飲み込まれていった。アレジはそれでも14戦完走うち10回入賞し、5度の表彰台獲得の成績を残したが、ブリアトーレの中でアレジの評価は上がる事なく、1997年シーズン中は放出の噂が絶えなかった。更にベルガーが引退表明、ブリアトーレもチームを去る事を表明したことからアレジ自身も移籍を決意する。この年のハイライトとして、イタリアGPでは自身2度目のポールポジションを記録した。しかし決勝レースではマクラーレンのデビッド・クルサードに逆転されて2位でのゴールとなった。

#### ザウバー時代

##### 1998年
1998年、ベネトンを離れたアレジはザウバーに移籍する。チームメイトはジョニー・ハーバート。アレジは安定した走りを見せ12回完走うち4回入賞し、第13戦ベルギーGPでは3位表彰台を獲得した。完全にチームメイトを凌駕し、実質ナンバーワンの座を奪った。第10戦オーストリアGPでは予選2位を獲得した。ハーバートとの不仲の噂もあったが、この年は9ポイントを獲得しチームのランキング6位に貢献し、エースとして翌年も残留することとなった。

##### 1999年

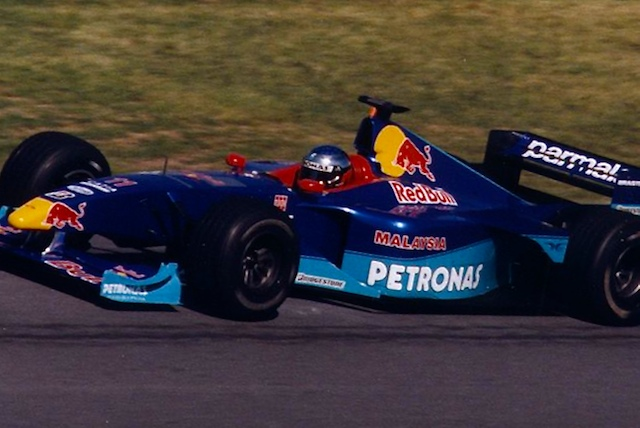
ザウバー時代（1999年カナダグランプリ）

1999年のチームメイトはペドロ・ディニス。アレジはエースとして期待がかかるが、マシンの戦闘力は向上せず低迷した。第7戦フランスGPでは大雨の予選で2位を獲得するが、決勝では3位走行中にスピンでリタイアとなり、レース後「ザウバーを出る決心をした」と異例の移籍表明を行った。ペーター・ザウバーとの関係も壊れ、悪いシーズンを送った。結果は6位2回のみで、6位入賞3回のディニスにもランキングで下回った。

#### プロスト、ジョーダン時代

##### 2000年
2000年、フェラーリ時代の1991年にチームメイトであったアラン・プロストが代表のプロスト・グランプリで復活をかけるが、チームとプジョー側のトラブルやテクニカルディレクターのアラン・ジェンキンスとフランス人エンジニアの不仲など、マシン開発もままならず、チーム状態は最悪であった。第10戦オーストリアGPではチームメイトのニック・ハイドフェルドと同士撃ちをするなど成績は低迷した。シーズンを通してマシンに手を焼き、F1デビュー以来初の年間ノーポイントに終わる。ハイドフェルドもノーポイントであり、プロスト・プジョーはチーム史上初のコンストラクターズ・ランキング最下位に終わるなどチームとして不振であった。それでもアレジはプロストやチームの批判をすることなく残留を決意する。

##### 2001年

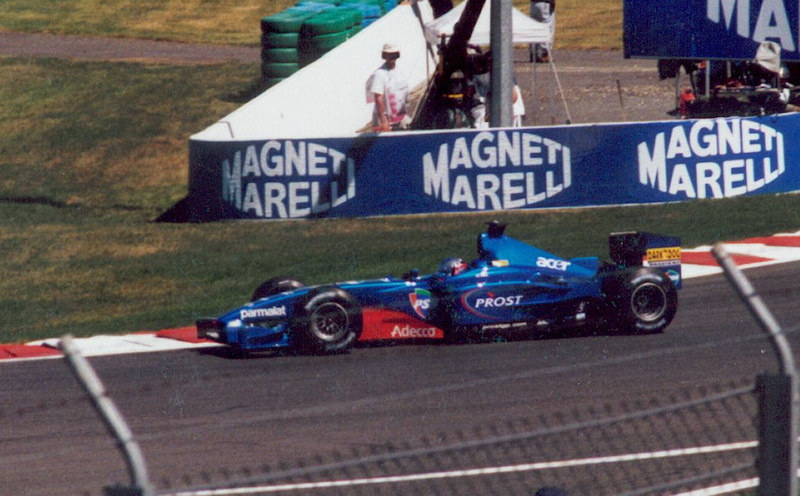
プロスト時代（2001年フランスグランプリ）

2001年、前年の大不振やチーム内のゴタゴタによりプジョーエンジンや多くのスポンサーを失い、一転してチームは資金難に陥るが、フェラーリエンジンを得たマシンで奮闘した。入賞3回で4ポイントを獲得するが、第8戦カナダGPでアレジが入賞した際、高価な無線器具の付いたヘルメットを観客に投げ与えてしまったことにアラン・プロストが激怒。これがきっかけとなりプロスト側がアレジに給料が未払いになるなどの問題が表面化し2人の関係が悪化。第12戦ドイツGP後にアレジはチームを離脱し、ハインツ＝ハラルド・フレンツェン解雇でシートの空いていたF3000時代の古巣ジョーダンに移籍。12年ぶりのチーム復帰であった。
移籍後は第14戦ベルギーGPで6位入賞するなど手堅い走りを見せ、ジョーダンとの2002年の契約延長を望んだが、チームがホンダエンジンの供給を巡り佐藤琢磨との契約を選んだため、最終戦日本GP直前にF1からの引退を表明した。ラストレースはルーキーであるキミ・ライコネンのスピンに巻き込まれる形でクラッシュし、リタイアとなった。この年のアレジは、リタイアはこの最終戦のみでプロスト～ジョーダン移籍後全レースを完走していた。またこの時当時の歴代1位タイとなる17戦連続完走記録も樹立した（現在では歴代8位タイの記録）。

### ドイツツーリングカー選手権

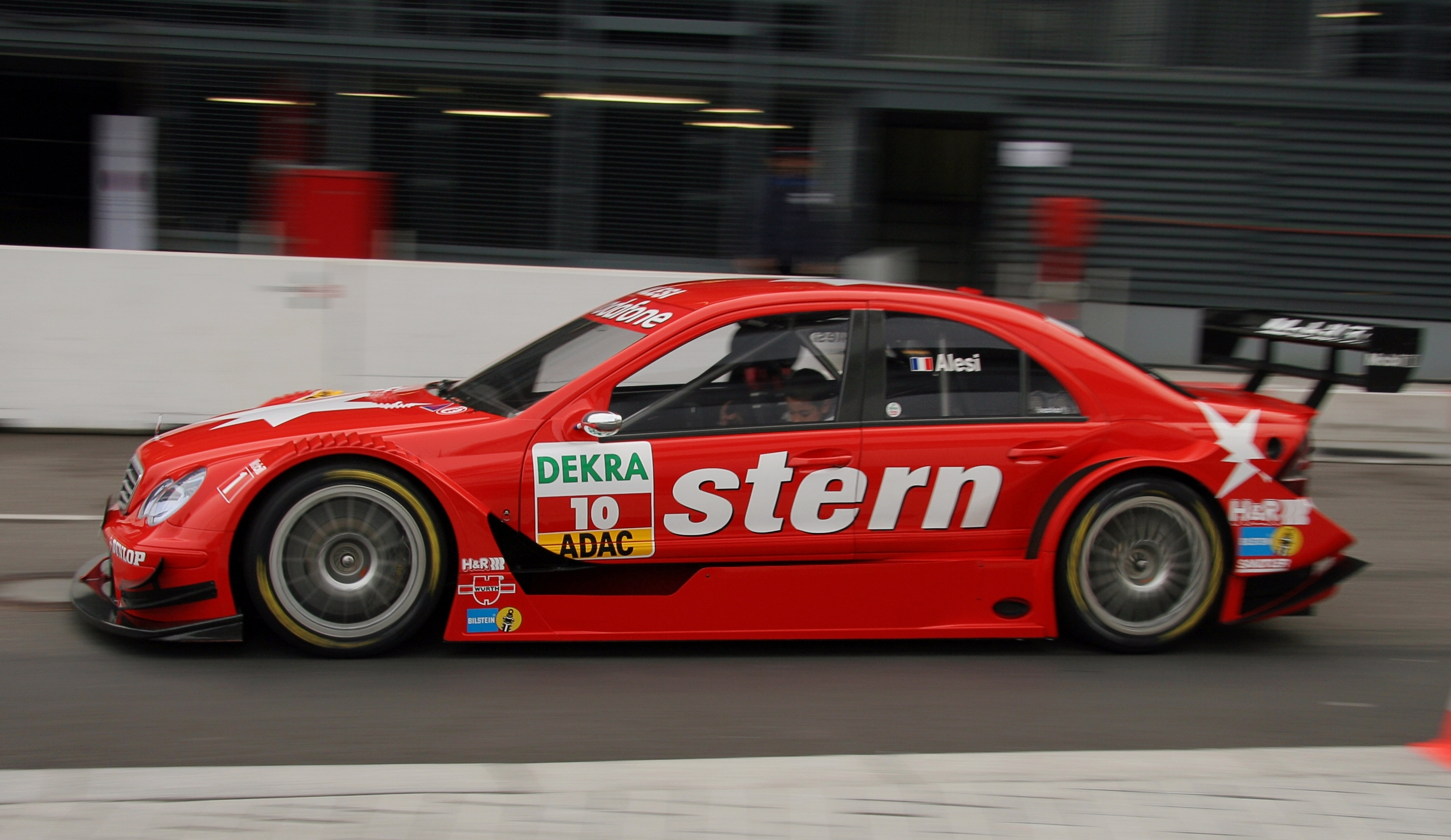
2006年のDTMにてメルセデス・ベンツをドライブするアレジ

2002年よりドイツツーリングカー選手権（DTM）に参戦カテゴリーを移した。メルセデス・ベンツチームのワークスドライバーとなったが、顕著な成績は得られなかった。2006年シーズンを最後にDTMのシートを失った。
その傍ら、日本のディレクシブのシニアエクゼクティブアドバイザーに就任し、マクラーレンのセカンドチーム立ち上げを目指し、F1関係者との折衝に当たった。しかし、FIAの承認を得られず、また、ディレクシブのモータスポーツ活動撤退により、計画は実現に至らなかった。2008年にはスピードカー・シリーズに参戦した。
2010年には、ジャンカルロ・フィジケラ、トニ・バイランダーと組み、2010年のル・マン・シリーズLM GT2クラスにフェラーリから出場した。

### インディカー
2012年はアンバサダーを務めるロータスのエンジンを搭載するマシンでインディ500にエントリー。しかしエンジンの戦闘力が低く予選通過さえ危ぶまれる有様で、予選エントリー台数が決勝出場枠と同数だったため予選最下位でなんとか決勝レースに進んだが、決勝レースではペースの遅い車両を排除する「105パーセントルール（トップのマシンからラップタイムで5パーセントを超えるタイム）」によりわずか10周でレースから除外された。また、日本グランプリでは表彰台インタビューを担当した。
2012年末のインタビューで「現役引退を決めた」と表明した。2013年はピレリタイヤのアンバサダーを務める。

### 引退後
2023年2月、フランスのポール・リカール・サーキットの運営会社会長に就任した。

## 特筆されるレース
アレジはテスト嫌いの面もあったが、スタートで一挙に順位を上げたり、バトルを見せた。またウエットレースや公道サーキットといった難しいコンディションでも魅せる走りを披露した。
1989年フランスGP
F1デビュー戦であり、予選初日の金曜日に初めてF1マシンに乗った。エンジンパワーが非力なティレル・018で一時2位を走行。デビューグランプリでいきなり4位入賞を果たし、注目を浴びた。
1990年アメリカGP
スタートからトップに立ち、34周目までラップリーダーであった。35周目にはマクラーレンのアイルトン・セナに一旦抜かれるも、次のコーナーで鋭く抜き返す激しいバトルを繰り広げた。その後抜かれたが、粘って2位入賞を果たした。この一戦で一気に評価が高まった。
1990年モナコGP
スタートでアイルトン・セナに次ぐ2番手にジャンプアップ、非力と言われたコスワースDFRエンジンを操りゲルハルト・ベルガーらを抑え2位入賞。前述のアメリカGPの活躍もあり来年の去就が注目されるようになった。
1990年イタリアGP
赤旗再スタートを含む2回のスタートで、非力のV8エンジンにもかかわらずいずれもオープニングラップでV12エンジンを搭載した2台のフェラーリを抜き、2周目にはファステストラップを叩き出し、マクラーレンのセナやベルガーにも攻めて近づいていた（結果は、スピンによるリタイア）。
1992年スペインGP
予選8位から絶妙のスタートを決め3位に浮上。優勝の期待がかかるがシューマッハとマクラーレンに抜かれ5位に落ちる。それでもベルガーを抜き4位に浮上し、セナのリタイヤに救われ3位表彰台を獲得した。
1993年ポルトガルGP
予選5位から好スタートを決め1コーナーでトップに立つと、ピットストップ後はミカ・ハッキネンとテール・トゥー・ノーズで激しいバトルを繰り広げる。しかしベネトンとウィリアムズがピットストップで逆転。自身は4位でフィニッシュした。
1994年ドイツGP
自身最高の予選2位を獲得。ポールのベルガーと共にフロントローを独占するも決勝は0周リタイア。
1994年イタリアGP
自身初のポールポジション獲得。2位にベルガーがつけ、またもフロントロー独占。決勝ではベルガーとワン・ツー体制を築くも、ピットストップでギヤボックスを壊し無念のリタイア。
1994年日本GP
ウィリアムズのマンセルと赤旗再スタート後数十周をテールトゥーノーズで最後まで争った。最終ラップでマンセルに先行されるも2ヒートでのタイム差で3位をゲット。レース後はマンセルと抱き合い健闘を称えあった。
1995年イタリアGP
ベルガーとのワンツー体制を築いていたが、レース中にアレジの412T2の車載カメラがちぎれ飛んでベルガーのフロントサスを壊してしまい、残り数周でアレジもリヤベアリングトラブルでリタイア。
1995年ヨーロッパGP
濡れた路面をスリックタイヤでスタートし、レインタイヤ勢を出し抜き1回ピットストップでトップを守り続けるも3回ストップのシューマッハに残り4周でパスされ2位表彰台となった。
1995年日本GP
スタート後フライングによるペナルティで最後尾まで後退も、雨が降り出すといち早くレインタイヤに交換・最後尾からトップのシューマッハの真後ろまで迫る走りを見せるが、ギヤボックストラブルでリタイア。
1996年モナコGP
予選3位からスタートしたが、1周目にシューマッハがリタイアしたことで2位に浮上した。その後首位のデイモン・ヒルとの差は30秒に膨らむが、40周目にヒルがエンジンブローによりリタイアし、アレジが首位となった。しかし残り15周でサスペンショントラブルによりリタイアし、リジェのオリビエ・パニスに優勝をさらわれた。
1997年イタリアGP
自身2度目のポールポジションを記録。マクラーレンのデビッド・クルサードとワンストップの同時ピットインをするが、ピット作業で逆転され、追走するものの惜しくも2位に終わった。
1998年アルゼンチンGP
ピットイン時に右のサイドウィングをエアホースに引っ掛けてしまい、破損させてしまうトラブルが発生。しかしサイドウィングを失いつつも力走し、5位入賞を果たす。
1998年オーストリアGP
予選2位から決勝で5位走行中のアレジ。2位のジャンカルロ・フィジケラが21周目、アレジのほぼ真後ろでピットアウト。フィジケラはスリップストリームでアレジのインに入り、レムスコーナでパスしようとしたが、アレジも譲らず接触し両者リタイアした。
1998年ベルギーGP
スパ・フランコルシャン特有の大雨で大波乱となったが、アレジは最後まで生き残り3位表彰台を獲得。
1999年フランスGP
2位走行中にスピンしてグラベルにつかまりリタイア。このレース後不満が爆発したアレジはチームを離れることを決意した。
2000年ベルギーGP
ウェットレースでスタート後、17番手であったポジションを路面が徐々に乾いていったときに一番初めに4周目でドライタイヤへの交換を行なった。そこから6,7周とファステストラップ連発で、他マシンがタイヤ交換を行なっている間に一挙に4位まで上がった。その後10周の間、ポジションをキープする走りをみせたが、32周目に燃圧の低下でその年、13戦目で9回目のリタイアに見舞われた。

## エピソード
- ベネトン時代のチームマネージャーであるフラビオ・ブリアトーレが「アレジは子供のところがある。彼にはパパのような存在が必要だ。だからベルガーをチームに迎えたんだ」と発言するなど、フランス生まれ（イタリア系フランス人）であるが、シチリア人の熱い血を宿しており、良く言えば情熱的、悪くいえば直情的である。カッとなりやすい所から「大きな子供」と呼ばれたこともあった。
- 少年時代はジル・ヴィルヌーヴが憧れのドライバーで、自宅の部屋には等身大のポスターが飾ってあった。フェラーリ移籍初年度の1991年はカーナンバー28だったが、翌1992年にはチームに頼み込んでジルと同じカーナンバー"27"を得た。
- 1986年に事故死したエリオ・デ・アンジェリスも尊敬しており、それまでアレジは真っ白のヘルメットでF3に参戦していたが、彼の事故死を知ったのを機に敬意をこめてデ・アンジェリスの物をベースにしたデザイン「サイドに赤と黒のストライプ」に塗り、上部に自分の好きな色であるブルーを足して使うようになった[14]。このヘルメットデザインは息子のジュリアーノ・アレジも受け継いで使用している[15]。
- フランスでのF3デビュー同期で、国際F3000まで同カテゴリー参戦が多かった同郷のフィリップ・ガッシェと仲が良い。アレジがF1でレギュラーとなって以後も、ガッシェが参戦する国際F3000がF1と併催の場合はガッシェのスタートグリッドまで行き応援していた[16]。2020年代になって以後も二人共同でヒストリックカーレースへ参戦している[17]。
- コーナリング中、ヘルメットをコーナーのイン側へ傾ける癖があった。ステアリングの握り方も独特で、円の頂に近い、時計の針に例えるなら「11時5分」の位置を握っていた（上部が平らになったD型や左右にだけグリップがあるタイプでなく円形のステアリングを使用していた）。同郷の先輩パトリック・タンベイが「アレジが勝てないのはこの握り方のせい」とテレビ中継で批判したこともあったが、アレジは後に優勝することで見返した。
- 1991年、フェラーリに移籍して初のテスト走行で「アラン・プロストと同じマシンセッティングにしてほしい」と所望し、乗りこなした。
- 1995年の日本GPでは、ヘルメット上部の水滴模様の中に交際中だった「久美子」と名前を入れて走った。
- 先輩アラン・プロストは結婚式の立会人を務めるなど公私共に友人であったが、現役中は2人同時に表彰台に立つことが一度もなかった。また、プロストチームでも関係は保たれたが、2001年のカナダGP終了後の件でプロストが怒り、シーズン中にチームを去ることになってしまった。
- ミハエル・シューマッハとは家族ぐるみで親交があり、シューマッハ夫妻とアレジ・後藤ペアがベビーカーを並べてショッピングしている光景がパパラッチされたこともある。
- 片山右京はフランスF3時代に同じレースを走っていた。ともにジル・ヴィルヌーヴを敬愛している。
- 中嶋悟が出演したエプソンの企業TVCM中で疾走するティレル019をドライブしていたのは、中嶋のヘルメットを被ったアレジである。
- 1992年にパイオニアのカーナビゲーションシステム「カロッツェリア」のCMに出演したことから、日本GP後に京都の市街地をフェラーリで走行する特別編のCMを撮影した。撮影で立ち寄った同志社大学では即座に学生に囲まれ、サイン会を行った。また、この撮影でアレジは実際に最新のパイオニア製カーナビを搭載したフェラーリ・テスタロッサで京都市内を走行したが、当時のカーナビには一方通行を表示する機能がなく、アレジは結局道に迷ってしまったという。
- 1993年のシーズンオフ、翌年からハイテクが禁止される事について「翌年からハイテク機能が禁止されるのは賛成だ。そうすれば速かったあの頃のレースが戻って来るんだからね」と語っている。
- F1でのハイテクデバイス禁止～ラウンチコントロールシステム解禁までの間、ドライバーの実力によるスターティンググリッドからのスタート・加速技術において、ミカ・ハッキネン、デビッド・クルサードと並び「スタートダッシュがうまいドライバー」と、F1雑誌AS+Fで取り上げられた。
- 好物はステーキであった。後にフェラーリのテストドライバーも勤めたルカ・バドエルもステーキが好物であった。
- 1995年フランスグランプリでは、ヘアピンで周回遅れのルカ・バドエルと接触し、抗議のため左腕を振り上げたが、もう一方の右手では同時にカウンターを当てて車を制御する走りを見せた。
- F1でポールポジションを獲得したのは2回であるが、いずれもモンツァ・サーキットでのイタリアグランプリで獲得した（1994年、1997年）。
- 2001年、F1通算200戦参戦を果たしたアレジはアメリカGPの際に200戦記念ディナーパーティーを行う予定だったが、アメリカ同時多発テロ事件が発生するなど世界情勢悪化のため延期となった。この会は日本GPの舞台である鈴鹿まで延期され、結果的に自身の引退記念のパーティーとなった。グランプリの全ドライバーとこれまで在籍したチームのボスを招待したと言う。全ドライバーとはいかなかったがミハエル・シューマッハ、クルサード、ハッキネンらのドライバーのほか、エディ・ジョーダン、ジャン・トッド、フラビオ・ブリアトーレ、ペーター・ザウバーなどチームのボスが参加。トッドとはフェラーリ在籍時に関係が拗れたが後に修復。ペーター・ザウバーとも仲違いしてチームを去る結末を迎えていたが、ザウバーは自身のマシンをアレジにプレゼントしたという。それだけアレジがドライバーや関係者からも親しまれている人間だったということである。
- フェラーリでの初レース（1991年開幕戦アメリカGP）から初勝利（1995年カナダGP）まで時間がかかってしまったため、フェラーリドライバーとしての連続未勝利レース数が67戦とワースト1位だったが、フェリペ・マッサが2013年開幕戦オーストラリアGPで68戦連続未勝利となり、記録は更新された[18]。
- 息子のジュリアーノが2020年にフェラーリ・ドライバー・アカデミーの一員から外され、ジュリアーノがFIA F2へ参戦継続するための資金が必要になった。アレジは自分がフェラーリ所属時代から大事にしていたフェラーリ・F40を手放し約100万ユーロ（1億2000万円）の資金を作り「ガレージに置いてあるF40を見てるより彼（ジュリアーノ）がレースしてる姿を見たかったんだよ。それにF40を運転するには私は年を取った（笑）」[19]とジョークを交えてコメントしたが、一方でシビアに「もはやこれ以上は息子のレース資金のために私がカネを工面することはできない」とも語った[20]。

### ベルガーとの関係
ゲルハルト・ベルガーとはフェラーリとベネトンで計5年間チームメイトを組んだ。以前はレース中絡むシーンがあり、関係を懸念する声もあったが、2人は仲が良く、共にチームのために戦った仲でもある。
- 1993年からベルガーとコンビを組むことになったアレジはマスコミには「ベルガーと組むのは非常に楽しみ」と語るが、内心はベルガーが加入することで自身の待遇が悪くなることを恐れていたと言う。アレジはチームに対し「カーナンバー27の確保」「ベルガーとの同一の待遇」を要求し認められたという。
- 1993年イタリアGPでは予選中にアレジを避けようとしたベルガーがクラッシュ。メディカルセンターに運ばれる。心配したアレジはベルガーの元へ直行。元気そうに笑顔でアレジを迎えたベルガーにアレジは安心し強く抱きついたと言う。ベルガーは「ジャンは僕の顔を見るなり抱きついてきた。むしろそっちの方が痛かった。あれには参った」と笑顔でコメント。ベルガーは無事決勝に出場した。
- 1994年ドイツGPではフェラーリとしては60レースぶりのフロントロー独占。アレジは自身の予選2位よりもベルガーのポールポジションのほうが相当嬉しかったらしく、「この結果は大変すばらしい。明日（決勝）はイタリアではサッカーのワールドカップ決勝みたいな騒ぎになるよ」とドライバーというよりティフォシとしてのコメントを語る。
- その決勝ではスタート直後に電気系トラブルでリタイア。アレジにとっては残念な結果だが、アレジはピットウォールに直行しジャン・トッドらとベルガーのレースを見守り、ベルガーの優勝が決まると自身もスタッフと共に優勝を喜んだ。自身がリタイアし、レースを見守る事になるとは皮肉であるが、レース後アレジは自身のリタイアには触れず「みんながこの瞬間を待っていた」と1人のティフォシとして大喜びしていた。
- 1995年カナダGPでアレジが初優勝した際も、ベルガーは真っ先に祝福。「自分のリタイアには腹が立ったけど、ジャンが勝ったから嬉しいよ」とコメント。
- 1996年からベネトンに移籍するが、当初の契約は「完全なナンバーワン待遇」だったという。フラビオ・ブリアトーレも明言していた。ところがベルガーのベネトン入りが決まるとブリアトーレは一転「2人は同じマシンで戦う」と発言。つまりアレジのナンバーワン待遇は取り消されたことになる。ベルガーがアレジと同待遇を望んだことも理由のひとつでもあるが、これにはアレジも不快感を表し「来るのは構わないが政治的な動きはやめてほしい」とコメントし大きな波紋を呼ぶ。のちにアレジとベルガーは話し合い、わだかまりは解いたとされ、アレジも「あれは冗談。速いチームメイトを持つことはいいこと。ゲルハルトとまた走れて嬉しい」とコメントを訂正するも、アレジにとっては予想外の人事だったことは間違いない。後にアレジはナンバーワン待遇を諦めることを条件にベネトンから契約金の大幅アップを勝ち取ったと言われる。
- 1996年フランスGPではルノーエンジンが1位から4位まで上位独占。3位アレジで4位ベルガーだったが、アレジは「ゲルハルトは無用なオーバーテイクを仕掛けてこないから安心していたし、時々スローダウンしてバトルを楽しんだ」。ベルガーも「ジャンを抜くのはリスクがあるからしなかった」とコメント。お互い無用なバトルをせず順位をキープする姿勢が良好な関係を築いていたと言われる。
- 1996年ドイツGPではデイモン・ヒル を抑えトップを走っていたベルガーが残り3周エンジンブローでリタイア。これにともないアレジは2位を獲得するが、表彰台での彼はいささか悲しげであった。理由は「自分の結果は満足だけど、ゲルハルトには残念だった。一緒に表彰台に上がれるはずだったのに」。
- 1997年ドイツGPではベルガーが病気欠場から復帰。ポール・トゥー・ウインで完全復活をアピール。多くのドライバーがベルガーの復活を祝福するが、当然アレジもその1人。自身はこのグランプリ6位だったが「ゲルハルトが勝てて嬉しいよ」と満面の笑みを浮かべた。
- 1998年ブラジルGP。前年限りでF1を離れたベルガーがグランプリを訪れザウバーのピットを訪問。さらに予選中のアレジにピットから無線で「ジャン、そんなところで走っていないで一緒にコーヒーでも飲もうよ」と語りかける。アレジは突然のベルガーの来訪に驚くが「もう少しで戻るから、ちょっと待っててね」と返した。アレジがピットに戻り久々の対面を果たした両者は笑顔で写真に納まるなど相変わらず仲の良いところを見せた。アレジは「ゲルハルトが来るのは知らなかったからビックリした。」とコメント。

アレジとベルガーは5年間チームメイトを組むが両者が揃って表彰台に乗ったのは95年サンマリノGPでの1回のみだった。

## 私生活
兄弟のジョゼ（Jose Alesi）は父同様アレジに協力的で、個人でレースを始めたアレジをチームマネージャーとして支えた。活躍によりオレカへの移籍が決まった後もプライベートチームを残し、1987年から1988年にAlesi Junior Teamとしてチームマネージャー職でF3に参戦していた。起用したドライバーにはエリック・チェリがいる。なお、ジョゼのチーム最後の1戦となった'88年マカオF3では再度アレジ自身が兄のチームより参戦した。
1990年開幕前にフランス人女性で出版社に勤めていたローレンス夫人と結婚式を挙げ、立会人はアラン・プロストであった。ローレンスとの間に長女シャルロットが生まれるが、後に離婚。離婚前の1995年から現在の妻である後藤久美子と生活を始め、のちに事実婚の形で婚約。後藤がアレジのファンで、日本GP直前に行われていたアレジのファンクラブパーティーで知り合ったことで交際するようになった。1995年のF1初優勝時には日本向けのインタビューで交際宣言を行い、しばしワイドショーを賑わした。その後、後藤との間に2男1女の3人の子供に恵まれている。プレイステーションゲームソフトやTOYO TIRESのテレビCMにも後藤と出演。親日家であり、度々日本を訪れバラエティー番組にも出演した。
子供の教育のためスイス・ジュネーブに豪邸を建築し、家族でスイスに渡り暮らしている。実業家としてブドウ園やワインセラーを経営。アレジはワイン鑑定士の資格を持ち、故郷アヴィニョンの近くにもブドウ園を持っている。自身でワインの生産出荷も行い、そこで作られたワインはヨーロッパで高く評価されており日本では入手困難な商品も存在する。こうした実業家としての成功とレーサー時代に得た莫大な収入、そして世界各国に所有する邸宅など現在までに総資産額2000億円以上と言われる。実家は自動車整備工場を経営している。
2021年12月20日には義理の兄弟の建築事務所の窓を爆竹で吹き飛ばした容疑で、警察に自ら出頭した。容疑を認めており「悪い冗談のつもりだった」「申し訳なかった」と謝罪した。アレジの実兄ジョゼ・アレジ、息子ジュリアーノ・アレジとその友人も同時に警察に出頭したものの、現在は全員が帰宅している。「家族同士のいさかいで、人に危害が及ぶ可能性のある手段による器物損壊罪」に問われたが、2023年1月19日に無罪判決を言い渡された。

## CM
- パイオニアカロッツェリアサテライトクルージングシステム 1991年～1992年
- プレイステーション用ソフト『Formula1 '97』 1997年～1998年　(※後藤久美子と共演)
- TOYO TIRES 2005年ごろまで。(※後藤久美子と共演)

## レース戦績

### フランス・フォーミュラ3選手権
| 年     | エントラント   | シャーシ        | エンジン       | 1      | 2     | 3     | 4       | 5     | 6     | 7       | 8     | 9     | 10    | 11      | 12    | 13    | 順位 | ポイント |
| ------ | -------------- | --------------- | -------------- | ------ | ----- | ----- | ------- | ----- | ----- | ------- | ----- | ----- | ----- | ------- | ----- | ----- | ---- | -------- |
| 1986年 | ジョゼ・アレジ | ダラーラ F386   | アルファロメオ | NOG 2  | ALB 5 | MAG 2 | PAU Ret | LAC 3 | ROU 8 | LEC Ret | ALB 1 | BUG 1 | LED 3 | CET 3   |       |       | 2位  | 95       |
| 1987年 | オレカ         | マルティニ Mk52 | アルファロメオ | ALB 12 | NOG 1 |       |         |       |       |         |       |       |       |         |       |       | 1位  | 144      |
| 1987年 | オレカ         | ダラーラ F387   | アルファロメオ |        |       | MAG 7 | DIJ 2   | LEC 1 | PAU 1 | ROU 1   | LEC 1 | LAC 1 | NOG 1 | BUG Ret | LED 3 | CET 3 | 1位  | 144      |

* 太字はポールポジション、斜字はファステストラップ。

#### マカオグランプリF3
| 年     | チーム            | シャーシー/エンジン           | 予選 | レース1                       | レース2                       | 総合順位 |
| ------ | ----------------- | ----------------------------- | ---- | ----------------------------- | ----------------------------- | -------- |
| 1986年 | SNDP / Jose Alesi | ダラーラ・F386 アルファロメオ | 19位 | 8位                           | 8位                           | 8位      |
| 1987年 | オレカ            | ダラーラ・F387 アルファロメオ | 21位 | 台風の影響で1ヒート制での開催 | 台風の影響で1ヒート制での開催 | DNF      |
| 1988年 | Alesi Junior Team | ダラーラ・F388 アルファロメオ | 5位  | 2位                           | 15位                          | 11位     |

### 国際F3000選手権
| 年     | エントラント                   | シャーシ        | エンジン   | 1      | 2       | 3     | 4     | 5       | 6     | 7       | 8       | 9       | 10    | 11    | 順位 | ポイント |
| ------ | ------------------------------ | --------------- | ---------- | ------ | ------- | ----- | ----- | ------- | ----- | ------- | ------- | ------- | ----- | ----- | ---- | -------- |
| 1988年 | オレカ                         | マーチ・87B     | コスワース | JER 11 | VLL 9   |       |       |         |       |         |         |         |       |       | 10位 | 11       |
| 1988年 | オレカ                         | レイナード・88D | コスワース |        |         | PAU 2 | SIL 5 | MNZ Ret | PER 6 | BRH Ret | BIR Ret | BUG Ret | ZOL 9 | DIJ 5 | 10位 | 11       |
| 1989年 | エディ・ジョーダン・レーシング | レイナード・89D | 無限       | SIL 4  | VLL Ret | PAU 1 | JER 5 | PER Ret | BRH 2 | BIR 1   | SPA 1   | BUG 6   | DIJ   |       | 1位  | 39       |

### 全日本F3000選手権
| 年     | チーム                     | 1       | 2       | 3   | 4   | 5   | 6   | 7   | 8   | 順位 | ポイント |
| ------ | -------------------------- | ------- | ------- | --- | --- | --- | --- | --- | --- | ---- | -------- |
| 1989年 | TEAM KYGNUS TONEN with R&D | SUZ Ret | FSW Ret | MIN | SUZ | SUG | FSW | SUZ | SUZ | NC   | 0        |

### F1
| 年     | チーム     | シャーシ | 1       | 2       | 3       | 4       | 5       | 6       | 7       | 8       | 9       | 10      | 11      | 12      | 13      | 14      | 15      | 16      | 17      | ランキング | ポイント |
| ------ | ---------- | -------- | ------- | ------- | ------- | ------- | ------- | ------- | ------- | ------- | ------- | ------- | ------- | ------- | ------- | ------- | ------- | ------- | ------- | ---------- | -------- |
| 1989年 | ティレル   | 018      | BRA     | SMR     | MON     | MEX     | USA     | CAN     | FRA 4   | GBR Ret | GER 10  | HUN 9   | BEL     | ITA 5   | POR     | ESP 4   | JPN Ret | AUS Ret |         | 9位        | 8        |
| 1990年 | ティレル   | 018      | USA 2   | BRA 7   |         |         |         |         |         |         |         |         |         |         |         |         |         |         |         | 9位        | 13       |
| 1990年 | ティレル   | 019      |         |         | SMR 6   | MON 2   | CAN Ret | MEX 7   | FRA Ret | GBR 8   | GER 11  | HUN Ret | BEL 8   | ITA Ret | POR 8   | ESP Ret | JPN DNS | AUS 8   |         | 9位        | 13       |
| 1991年 | フェラーリ | 642      | USA 12  | BRA 6   | SMR Ret | MON 3   | CAN Ret |         |         |         |         |         |         |         |         |         |         |         |         | 7位        | 21       |
| 1991年 | フェラーリ | 643      |         |         |         |         |         | MEX Ret | FRA 4   | GBR Ret | GER 3   | HUN 5   | BEL Ret | ITA Ret | POR 3   | ESP 4   | JPN Ret | AUS Ret |         | 7位        | 21       |
| 1992年 | フェラーリ | F92A     | RSA Ret | MEX Ret | BRA 4   | ESP 3   | SMR Ret | MON Ret | CAN 3   | FRA Ret | GBR Ret | GER 5   | HUN Ret |         |         |         |         |         |         | 7位        | 18       |
| 1992年 | フェラーリ | F92AT    |         |         |         |         |         |         |         |         |         |         |         | BEL Ret | ITA Ret | POR Ret | JPN 5   | AUS 4   |         | 7位        | 18       |
| 1993年 | フェラーリ | F93A     | RSA Ret | BRA 8   | EUR Ret | SMR Ret | ESP Ret | MON 3   | CAN Ret | FRA Ret | GBR 9   | GER 7   | HUN Ret | BEL Ret | ITA 2   | POR 4   | JPN Ret | AUS 4   |         | 6位        | 16       |
| 1994年 | フェラーリ | 412T1    | BRA 3   | PAC     | SMR     | MON 5   | ESP 4   | CAN 3   |         |         |         |         |         |         |         |         |         |         |         | 5位        | 24       |
| 1994年 | フェラーリ | 412T1B   |         |         |         |         |         |         | FRA Ret | GBR 2   | GER Ret | HUN Ret | BEL Ret | ITA Ret | POR Ret | EUR 10  | JPN 3   | AUS 6   |         | 5位        | 24       |
| 1995年 | フェラーリ | 412T2    | BRA 5   | ARG 2   | SMR 2   | ESP Ret | MON Ret | CAN 1   | FRA 5   | GBR 2   | GER Ret | HUN Ret | BEL Ret | ITA Ret | POR 5   | EUR 2   | PAC 5   | JPN Ret | AUS Ret | 5位        | 42       |
| 1996年 | ベネトン   | B196     | AUS Ret | BRA 2   | ARG 3   | EUR Ret | SMR 6   | MON Ret | ESP 2   | CAN 3   | FRA 3   | GBR Ret | GER 2   | HUN 3   | BEL 4   | ITA 2   | POR 4   | JPN Ret |         | 4位        | 47       |
| 1997年 | ベネトン   | B197     | AUS Ret | BRA 6   | ARG 7   | SMR 5   | MON Ret | ESP 3   | CAN 2   | FRA 5   | GBR 2   | GER 6   | HUN 11  | BEL 8   | ITA 2   | AUT Ret | LUX 2   | JPN 5   | EUR 13  | 4位        | 36       |
| 1998年 | ザウバー   | C17      | AUS Ret | BRA 9   | ARG 5   | SMR 6   | ESP 10  | MON 12  | CAN Ret | FRA 7   | GBR Ret | AUT Ret | GER 10  | HUN 7   | BEL 3   | ITA 5   | LUX 10  | JPN 7   |         | 11位       | 9        |
| 1999年 | ザウバー   | C18      | AUS Ret | BRA Ret | SMR 6   | MON Ret | ESP Ret | CAN Ret | FRA Ret | GBR 14  | AUT Ret | GER 8   | HUN 16  | BEL 9   | ITA 9   | EUR Ret | MAL 7   | JPN 6   |         | 16位       | 2        |
| 2000年 | プロスト   | AP03     | AUS Ret | BRA Ret | SMR Ret | GBR 10  | ESP Ret | EUR 9   | MON Ret | CAN Ret | FRA 14  | AUT Ret | GER Ret | HUN Ret | BEL Ret | ITA 12  | USA Ret | JPN Ret | MAL 11  | NC (22)位  | 0        |
| 2001年 | プロスト   | AP04     | AUS 9   | MAL 9   | BRA 7   | SMR 9   | ESP 10  | AUT 10  | MON 6   | CAN 5   | EUR 15  | FRA 12  | GBR 11  | GER 6   |         |         |         |         |         | 15位       | 5        |
| 2001年 | ジョーダン | EJ11B    |         |         |         |         |         |         |         |         |         |         |         |         | HUN 10  | BEL 6   | ITA 8   | USA 7   | JPN Ret | 15位       | 5        |

### ドイツツーリングカー選手権
| 年     | チーム                     | 使用車両                          | 1        | 2        | 3        | 4         | 5        | 6        | 7        | 8          | 9        | 10       | 11        | 12       | 13        | 14         | 15       | 16       | 17        | 18       | 19         | 20         | 順位 | ポイント |
| ------ | -------------------------- | --------------------------------- | -------- | -------- | -------- | --------- | -------- | -------- | -------- | ---------- | -------- | -------- | --------- | -------- | --------- | ---------- | -------- | -------- | --------- | -------- | ---------- | ---------- | ---- | -------- |
| 2002年 | HWAチーム                  | メルセデス・ベンツ・CLK-DTM       | HOC QR 8 | HOC CR 3 | ZOL QR 9 | ZOL CR 10 | DON QR 1 | DON CR 1 | SAC QR 6 | SAC CR Ret | NOR QR 5 | NOR CR 4 | LAU QR 14 | LAU CR 8 | NÜR QR 11 | NÜR CR Ret | A1R QR 4 | A1R CR 3 | ZAN QR 14 | ZAN CR 8 | HOC QR Ret | HOC CR Ret | 5位  | 24       |
| 2003年 | HWAチーム                  | メルセデス・ベンツ・CLK-DTM       | HOC 4    | ADR 7    | NÜR Ret  | LAU 5     | NOR 5    | DON 1    | NÜR 6    | A1R Ret    | ZAN 5    | HOC 1    |           |          |           |            |          |          |           |          |            |            | 5位  | 42       |
| 2004年 | HWAチーム                  | メルセデス・ベンツ・C-クラス 2004 | HOC Ret  | EST 7    | ADR 3    | LAU 5     | NOR 10   | NÜR 7    | OSC 10   | ZAN 11     | BRN 8    | HOC 6    |           |          |           |            |          |          |           |          |            |            | 7位  | 19       |
| 2005年 | HWAチーム                  | メルセデス・ベンツ・C-クラス 2005 | HOC 1    | LAU 7    | SPA 4    | BRN 9     | OSC 13   | NOR Ret  | NÜR 7    | ZAN Ret    | LAU 8    | IST 7    | HOC 13    |          |           |            |          |          |           |          |            |            | 7位  | 22       |
| 2006年 | パーソン・モータースポーツ | メルセデス・ベンツ・C-クラス 2005 | HOC1 6   | LAU 7    | OSC 8    | BRH 6     | NOR Ret  | NÜR 4    | ZAN Ret  | CAT 14     | BUG 11   | HOC2 8   |           |          |           |            |          |          |           |          |            |            | 9位  | 15       |

### インディカー・シリーズ
| 年     | チーム                                   | シャシー       | エンジン | 1   | 2   | 3   | 4   | 5       | 6   | 7   | 8   | 9   | 10  | 11  | 12  | 13  | 14  | 15  | 順位 | ポイント |
| ------ | ---------------------------------------- | -------------- | -------- | --- | --- | --- | --- | ------- | --- | --- | --- | --- | --- | --- | --- | --- | --- | --- | ---- | -------- |
| 2012年 | ロータス・ファン・フォース・ユナイテッド | ダラーラ・DW12 | ロータス | STP | ALA | LBH | SAO | INDY 33 | DET | TXS | MIL | IOW | TOR | EDM | MDO | SNM | BAL | FON | 34位 | 13       |

### ル・マン24時間レース
| 年     | チーム          | コ・ドライバー                              | 使用車両             | クラス | 周回 | 総合順位 | クラス順位 |
| ------ | --------------- | ------------------------------------------- | -------------------- | ------ | ---- | -------- | ---------- |
| 1989年 | チーム シュパン | ウィル・ホイ ドミニク・ドブソン             | ポルシェ・962C       | C1     | 69   | DNF      | DNF        |
| 2010年 | AFコルセ        | ジャンカルロ・フィジケラ トニ・バイランダー | フェラーリ・F430 GT2 | GT2    | 323  | 16位     | 4位        |